# Suzana Lazović
Suzana Lazović (Podgorica, 1992. január 22. –) olimpiai ezüstérmes, Európa-bajnok montenegrói válogatott kézilabdázó, beálló, valamint edző. 2024 nyarától az Alba Fehérvár KC vezetőedzője és a montenegrói válogatott szövetségi kapitánya.

## Pályafutása

### Klubcsapatokban
Egész pályafutását a Budućnost Podgoricában töltötte, ahol 2004-ben mutatkozott be felnőtt csapatban. 2008 és 2017 között minden évben megnyerte a montenegrói bajnokságot és a Montenegrói Kupát, a Bajnokok Ligájában pedig 2012-ben és 2015-ben végzett csapatával az első helyen. 2017 novemberében nyaki gerincsérve miatt bejelentette visszavonulását.

### A válogatottban
2010-ben a korosztályos montenegrói válogatottal bronzérmet nyert a junior világbajnokságon. A felnőtt válogatottban is 2010-ben mutatkozott be, majd egy évvel később részt vett a brazíliai világbajnokságon. A 2012-es londoni olimpián ezüstérmes volt a válogatottal, majd az év végi Európa-bajnokságon aranyérmet nyert a csapattal. Részt vett a 2016-os riói olimpián. 2017-től a montenegrói junior válogatott mellett dolgozik.

## Sikerei, díjai
Budućnost Podgorica
- Montenegrói bajnok: 2010, 2011, 2012, 2013, 2014, 2015
- Montenegrói Kupa-győztes: 2010, 2011, 2012, 2013, 2014, 2015
- A regionális Balkán-liga győztese: 2010, 2011, 2012, 2013, 2014, 2015
- Bajnokok Ligája-győztes: 2012, 2015
- Kupagyőztesek Európa-kupája-győztes: 2010